# Hufiec Harcerek w Wałbrzychu
Hufiec Harcerek w Wałbrzychu – działalność harcerek w Wałbrzychu rozpoczęła się w dniu 19 listopada 1945 przy Gimnazjum im. Limanowskiego, gdzie powstała pierwsza na Dolnym Śląsku drużyna harcerek (drużynowa Krystyna Kuty).
10 listopada 1946 otwarto uroczyście komendę Hufca Harcerek w Wałbrzychu. Pierwszą komendantką hufca została Irena Bocheńska, a następnie Danuta Chwastniewska. Od 22 listopada 1946 wałbrzyskie harcerki wydawały pismo „Pod lilii znakiem”. Hufiec przestał istnieć pod koniec lat 40., gdy połączono go z hufcem męskim.